# 天润乳业
新疆天润生物科技股份有限公司，简称天润乳业，是一家中华人民共和国乳业公司，总部位于新疆维吾尔自治区乌鲁木齐市。

## 历史
创立于2002年，下辖于新疆生产建设兵团。该企业已于中国上海证券交易所上市（上交所：600419）。天润乳业的主要产品是鲜奶及其他奶制品，天润、盖瑞、佳丽等均为天润乳业持有的品牌。